# Éric Rohmer
Éric Rohmer (20. marts 1920 – 11. januar 2010), født Jean Marie Maurice Schérer, var en fransk filminstruktør, som er en vigtig figur i den nye bølge. Rohmer var den første redaktør af Cahiers du Cinema. I 1965 lavede han en dokumentar om Carl Theodor Dreyer for fransk tv.
Hans bror René Schérer er filosof.

## Filmografi i udvalg
- Kreutzer-sonaten (1956)
- Min nat hos Maud (1969)
- Claires knæ (1970)
- Die Marquise von O… (1976)
- Pilotens hustru (1981)
- Pauline ved stranden (1983)
- Fuldmånenætter (1984)
- Den grønne stråle (1986)
- Forårseventyr (1990)
- Vintereventyr (1992)
- Et sommereventyr (1996)
- Efterårseventyr (1998)